# Воскресенская, Маргарита Михайловна
Маргарита Михайловна Воскресенская (28 ноября 1931, Москва — 2012) — советский и российский скульптор, Заслуженный художник РСФСР (1980).

## Биография
Маргарита Воскресенская родилась в Москве 28 ноября 1931 года. В 1946—1951 годах училась в Московском высшем художественно-промышленном училище (бывшем Строгановском) у Г. И. Мотовилова и Г. А. Шульца. Дипломная работа — эскиз скульптурного оформления фронтона нового здания МВХПУ. В 1954 году окончила аспирантуру.
С 1953 года участвовала в художественных выставках. С 1954 года работала в бригаде скульпторов под руководством С. Т. Конёнкова. В 1957 году вступила в Союз художников СССР. Персональные выставки Маргариты Воскресенской состоялись в 1961, 1973, 1983 годах в Москве и в 1974 году в Ленинграде. Принимала участие в зарубежных выставках — в Париже (1973), в ГДР (1973), в Венгрии (1973) и других.
Жила и работала в Москве. Работала преимущественно в станковой скульптуре, широко использовала дерево. Работы Маргариты Воскресенской находятся в собраниях Государственной Третьяковской галереи, Государственного Русского музея и других музеев.

## Работы
- «Пробуждение» (1956, гипс тонированный)[2]
- «На стадионе» (бронза, 1959)[2]
- «Портрет Н. Лагошиной» (бронза, 1959)[2]
- «Портрет чешского инженера А. Подлаговой» (1960, дерево)[2]
- «Целинница» (1961, дерево)[2]
- «Портрет Саши Миренской» (1964, мрамор)[2]
- «Мордовка» (1964, дерево)[2]
- «Защитники Москвы (Сибиряки)» (1964—1966, дерево)[2]
- «Марья-Потяй» (1965, дерево)[1]
- «Тарусские вышивальщицы» (1967, рельеф, дерево)[2]
- «Старуха в платке» (1967, дерево крашеное)[1]
- «Любовь» (1968, дерево)[1]
- «В ожидании» (1969, дерево крашеное)[1]
- «Солдатки» (1969, дерево)[1]
- «Обнажённая» (1970, известняк)[1]
- «Врач-отоларинголог» (1970, бронза)[1]
- «Сын Алёша» (1971, бронза)[1]
- «Арбузы (Дары Узбекистана)» (1972, дерево)[1]
- Портрет скульптора М. П. Холодной (1972, бронза)[1]
- Этюд мужской головы (1973, бронза)[1]
- Портрет художника М. Митурича (1976, бронза)[1]
- «Памятник погибшим землякам» в Бешкенте, Узбекистан (1969—1976, кованая медь)[1]
- «Ева», (1979, дерево)[1]
- «Портрет скульптора В. Думаняна» (1980, бронза)[1]
- «Обнажённая с тазом» (1981, бронза)[1]

## Семья
- муж  — советский и российский скульптор, народный художник РСФСР (1983), М. Н. Смирнов (1926-2011)
- сын — Алексей Михайлович Смирнов-Воскресенский (род. 1961) — художник[4].